# Nauclea officinalis
Nauclea officinalis är en måreväxtart som först beskrevs av Jean Baptiste Louis Pierre och Charles-Joseph Marie Pitard, och fick sitt nu gällande namn av Elmer Drew Merrill och Woon Young Chun. Nauclea officinalis ingår i släktet Nauclea och familjen måreväxter. Inga underarter finns listade i Catalogue of Life.